# Krzysztof Sibilski
Krzysztof Sławomir Sibilski (ur. 29 marca 1952 w Białymstoku) – współczesny polski naukowiec, profesor nauk technicznych, pracownik Instytutu Technicznego Wojsk Lotniczych i profesor nadzwyczajny Politechniki Wrocławskiej, pułkownik Wojska Polskiego. Specjalizuje się w aeromechanice, balistyce zewnętrznej, biomechanice lotu, dynamice konstrukcji lotniczych, informatyce stosowanej, mechanice lotu.

## Działalność naukowa
W 1976 roku zdobył na Wydziale Mechanicznym Energetyki i Lotnictwa Politechniki Warszawskiej dyplom magistra inżyniera w specjalności samoloty i śmigłowce. W 1980 roku otrzymał stopień naukowy doktora za rozprawę Stateczność dynamiczna jednowirnikowego śmigłowca z podwieszonym ładunkiem, a w 1990 roku stopień naukowy  doktora habilitowanego za pracę Modelowanie dynamiki granicznych stanów lotu statków powietrznych o podwyższonej manewrowości. W 2005 roku uzyskał tytuł profesora nauk technicznych. Był pracownikiem Politechniki Warszawskiej, Wojskowej Akademii Technicznej, Instytutu Technicznego Wojsk Lotniczych, Politechniki Radomskiej oraz Politechniki Wrocławskiej. Członek Rady Naukowej Instytutu Technicznego Wojsk Lotniczych (kadencja 2011–2015), Polskiego Towarzystwa Mechaniki Teoretycznej i Stosowanej, Polskiego Stowarzyszenia Wiropłatowego, Stowarzyszenia Inżynierów i Techników Mechaników Polskich oraz American Institute of Aeronautics and Astronautics.

## Publikacje książkowe
Krzysztof Sibilski jest autorem następujących publikacji książkowych:
- Pionowzloty (1992)
- Niewidzialne samoloty? (1995)
- Modelowanie i symulacja dynamiki ruchu obiektów latających (2004)
- Wstęp do dynamiki lotu śmigłowca (wraz z Wiesławem Łucjankiem) (2007)
- Mechanika w lotnictwie ML-XIV 2010, tomy I i II (red., wraz z Jerzym Maryniakiem) (2010)

## Odznaczenia
9 sierpnia 2000 roku został odznaczony Srebrnym Krzyżem Zasługi za zasługi dla obronności kraju.